# Fjodor I van Rusland
Fjodor (Theodore) I Ivanovitsj (Russisch: Фёдор I Иванович) of Fjodor I Ioannovitsj (Russisch: Феодор I Иоаннович)(Moskou, 31 mei 1557 – aldaar 16 of 17 januari 1598, ook gekend als Fjodor de Bellenrinkelaar, was de laatste tsaar van Rusland (1584–1598) die behoorde tot de Rurikiden.
Fjodors moeder stierf toen hij drie was, en hij groeide op in de schaduw van zijn vader, Ivan de Verschrikkelijke. Fjodor, een vrome en verlegen man, had weinig interesse in de politiek, en het land werd effectief in zijn naam beheerd door Boris Godoenov, de broer van zijn geliefde vrouw Irina. Zijn kinderloze dood liet de Rurikiden uitsterven en leidde Rusland de catastrofale Tijd der Troebelen in.
In Russische documenten wordt Fjodor soms gezegend (Russisch: Блаженный) genoemd. Hij staat ook vermeld in het "grote Synaxarion" van de Orthodoxe Kerk, met zijn feestdag op 7 januari.

## Achtergrond
Fjodor was geboren in Moskou als de zoon van Ivan IV (de Verschrikkelijke) en diens eerste echtgenote Anastasia Romanovna. Hoewel hij het zesde en jongste kind van zijn moeder was, groeide hij op met slechts één oudere broer, Ivan, omdat al zijn andere broers en zussen stierven voordat Fjodor een jaar oud was. Zijn moeder stierf tegen de tijd dat Fjodor drie jaar oud was, en haar dood had grote gevolgen voor zijn vader, die erg gehecht was aan zijn vrouw. Ivan de Verschrikkelijke begon zijn bijnaam 'de verschrikkelijke' te verdienen tijdens de jaren van de jeugd van Fjodor. Hij had ook een aantal andere vrouwen, maar Fjodors enige overgebleven halfbroer, Dimitri Ivanovitsj, was maar liefst vijfentwintig jaar jonger dan hij.
Fjodor groeide daarom op in de schaduw van een vreselijke vader, zonder moeder om hem te helpen. Alleen zijn oudere broer Ivan zorgde voor wat familiesolidariteit. Hij groeide op tot ziekelijk van gezondheid en schuw van temperament. Hij was buitengewoon vroom van aard en bracht uren door in gebed en contemplatie. Hij was dol op het bezoeken van kerken en zorgde er vaak voor dat de klokken luidden volgens een speciale traditie in de Russisch-Orthodoxe Kerk. Om deze reden staat hij in de geschiedenis bekend als Fjodor de Bellenrinkelaar. In Russische documenten wordt hij soms gezegend (Russisch: Блаженный) genoemd. Hij staat ook vermeld in de Grote Synaxarion van de Orthodoxe Kerk, met zijn feestdag op 7 januari. Over het algemeen werd hij beschouwd als een goedhartige, eenvoudig ingestelde man die weinig interesse in de politiek had. Volgens sommige rapporten heeft hij mogelijk een verstandelijke beperking of leerstoornis, maar dit kan een verkeerde interpretatie van zijn aard en gedrag zijn geweest.

## Huwelijk
In 1580 trouwde Fjodor met Irina (Alexandra) Feodorovna Godoenova (1557 - 26 oktober / 23 november 1603), zuster van Ivans minister Boris Godoenov. Hoewel het huwelijk door de tsaar was geregeld en het paar vóór hun huwelijksdag niets van elkaar wist, gingen zij een sterk huwelijk aan. De eenzame Fjodor werd snel erg gehecht aan zijn vrouw, in een mate die ongebruikelijk was voor die periode en het milieu. De warme en vertrouwensvolle relatie die ze opbouwden was tot zijn dood een grote steun voor Fjodor. Het huwelijk werd echter niet onmiddellijk met kinderen gezegend en werd misschien jarenlang zelfs niet geconsumeerd. 
Pas in 1592, na bijna twaalf jaar huwelijk, bracht de tsarina Irina een dochter ter wereld die Feodosia werd genoemd, naar haar vader. Feodosia stierf echter reeds in 1594, op de leeftijd van twee jaar. Het huwelijk bracht geen andere kinderen meer voort.

## Regering

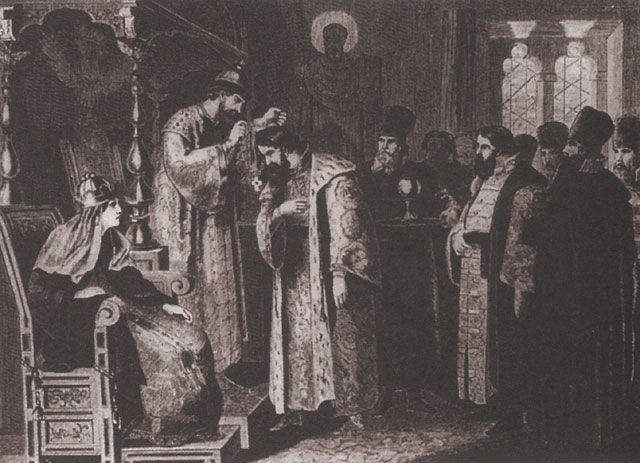
Schilderij getiteld Fjodor Ioannovitsj presenteert een gouden ketting aan Boris Godunov door
Aleksey Kivshenko

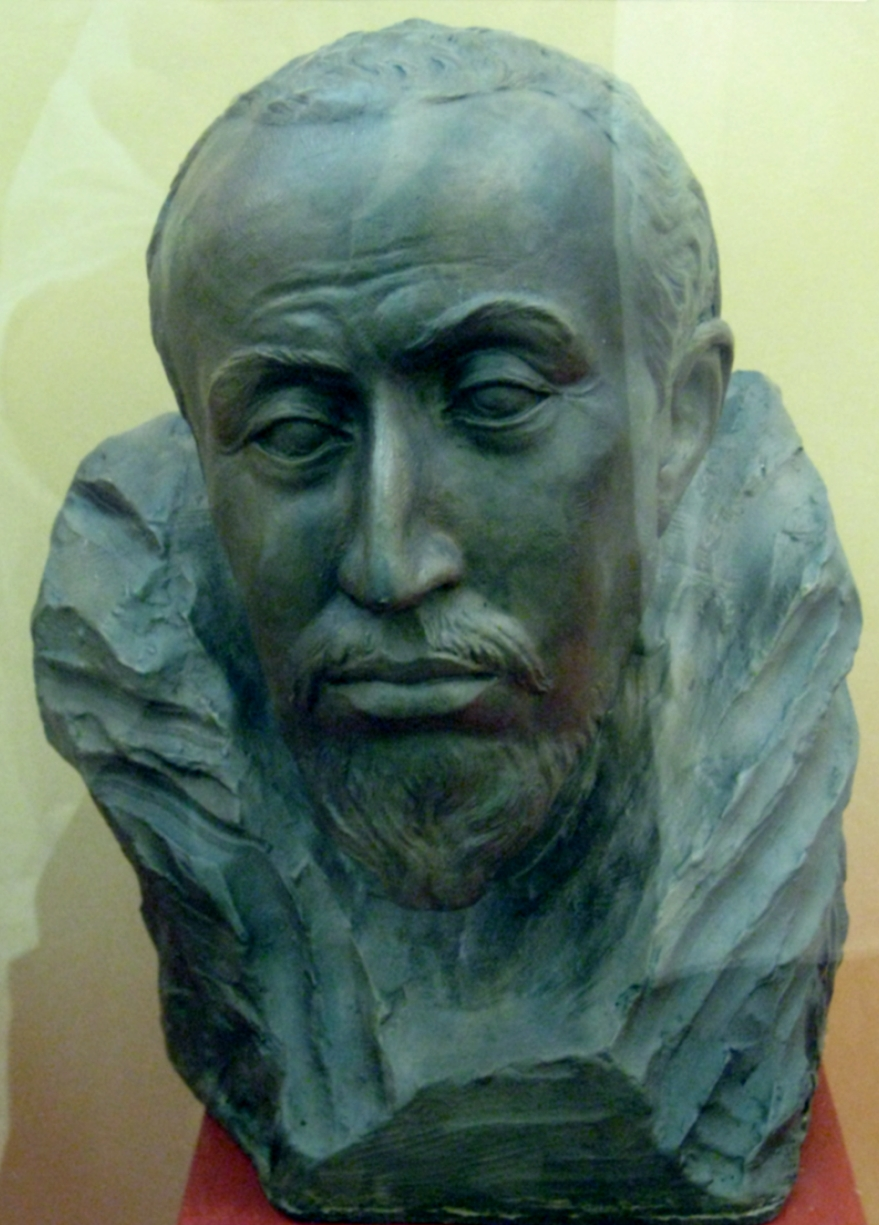
Forensische gezichtsreconstructie van tsaar Fjodor Ioannovich, door Mikhail Gerasimov (1963)

In november 1581 werd Fjodors oudere broer Ivan Ivanovitsj in woede door hun vader gedood. Door zijn dood werd Fjodor de erfgenaam van zijn vaders troon. Hij was tot die tijd nooit beschouwd als een kandidaat voor de Russische troon en was niet een beetje ontmoedigd door het vooruitzicht. Een jaar later, op 19 oktober 1582, kreeg de laatste vrouw van zijn vader een zoon, Dimitri Ivanovitsj, die Fjodors enige overlevende broer of zus was.
Ivan de Verschrikkelijke stierf in maart 1584 en Fjodor werd nu zelf tsaar. Twee maanden later, op 31 mei 1584, werd hij tot Tsaar en Autocraat van heel Rusland gekroond in de Maria-Hemelvaartkathedraal in Moskou.
Fjodor was alleen de nominale heerser: zijn vrouws broer en vertrouwde minister Boris Godunov legitimeerde zichzelf, na de dood van Ivan IV, als een de facto regent voor de zwakke en gehandicapte Fjodor. Het falen van Fjodor om andere kinderen te verwekken, bracht een einde aan de eeuwenoude centrale tak van de Rurikiden (hoewel veel vorsten van latere tijden afstammelingen van Rurikiden zijn). Fjodor werd door Godoenov opgevolgd als tsaar. De beëindiging van de dynastie kan ook als een van de redenen voor de Tijd der Troebelen worden beschouwd.  

### Buitenlands beleid
In tegenstelling tot zijn vader, had Fjodor geen enthousiasme voor het handhaven van exclusieve handelsrechten met het Koninkrijk Engeland. Fjodor verklaarde zijn koninkrijk open voor alle buitenlanders en ontsloeg de Engelse ambassadeur Sir Jerome Bowes, wiens pomposities door de vader van Fjodor werden getolereerd. 
Elizabeth I stuurde een nieuwe ambassadeur, Giles Fletcher, de Oudere, om van Boris Godoenov te eisen dat hij de tsaar overtuigt om te heroverwegen. De onderhandelingen mislukten omdat Fletcher Fjodor aansprak met twee van zijn titels weggelaten. Zelfs na deze tegenslag bleef Elizabeth Fjodor over dat onderwerp aanspreken in half aansprekende, half verwijtende brieven. Ze stelde een alliantie voor tussen Rusland en Engeland, iets dat ze had geweigerd te doen toen het door de vader van Fjodor was gezocht, maar hij wees haar af.

## Overlijden
Fjodor I stierf in Moskou en werd begraven in Aartsengel Michaëlkathedraal, Kremlin.